# Липовеньківська сільська рада
| Липовеньківська сільська рада — колишній орган місцевого самоврядування у Голованівському районі Кіровоградської області з адміністративним центром у с. Липовеньке. Сільській раді підпорядковані населені пункти: - с. Липовеньке - с. Грузянка - с. Липняги |

## Склад ради
Рада складалася з 12 депутатів та голови.

### Керівний склад ради
| ПІБ                        | Основні відомості                                                                       | Дата обрання | Дата звільнення |
| -------------------------- | --------------------------------------------------------------------------------------- | ------------ | --------------- |
| Бойко Борис Іванович       | Сільський голова, 1959 року народження, освіта                                          | 26.03.2006   | 31.10.2010      |
| Бойко Борис Іванович       | Сільський голова, 1959 року народження, освіта вища, член народної партії               | 31.10.2010   | 09.09.2012      |
| Узенюк Надія Володимирівна | Сільський голова, 1979 року народження, освіта середня спеціальна, член Партії регіонів | 09.09.2012   |                 |

Примітка: таблиця складена за даними джерела

## Населення
Згідно з переписом УРСР 1989 року чисельність наявного населення сільської ради становила 1494 особи, з яких 617 чоловіків та 877 жінок.
За переписом населення України 2001 року в сільській раді мешкали 874 особи.

### Мова
Розподіл населення за рідною мовою за даними перепису 2001 року:
| Мова       | Відсоток |
| ---------- | -------- |
| українська | 96,56 %  |
| російська  | 2,41 %   |
| білоруська | 0,57 %   |
| вірменська | 0,46 %   |